# Hour of the Wolf
«Hour of the Wolf» (рус. Час волка) — песня на английском языке, с которой Эльнур Гусейнов представил Азербайджан на конкурсе песни Евровидение 2015, финал которого прошёл 22 мая 2015 года в столице Австрии, городе Вена. Песня написана шведскими авторами Николасом Ребшером, Никласом Лифом, Линой Хансон и Сандрой Бьордман.
Сам Эльнур Гусейнов рассказывал о песне «Hour of the Wolf»:
«Евровидение» – это отличный шанс для меня представить себя, как сольного исполнителя. Верю в свою песню, она сочетает в себе мощные посылы. Моя песня с огромным значением, о том, что «каждое сердце заслуживает бой», и мы никогда не должны сдаваться в борьбе за своё счастье и лучшее будущее. Отправляюсь на конкурс, чтобы разделить этот месседж с Европой».
16 марта 2015 года на официальном канале YouTube конкурса «Евровидение» был представлен клип песни.